# Port Futsal Club
Der Port Futsal Club (Thai:สโมสรฟุตซอลการท่าเรือ) ist ein 2006 gegründeter professioneller thailändischer Futsalverein aus der Hauptstadt Bangkok, der in der Thailand Futsal League, der höchsten thailändischen Spielklasse, spielt.

## Geschichte
Der Verein wurde 2006 gegründet. In seiner ersten Saison belegte man den 8. Platz.

## Erfolge

### National
- Thailändischer Meister: 2007, 2018, 2019, 2022
- Thailändischer Vizemeister: 2010, 2013, 2014, 2016, 2017, 2024
- Thailändischer Pokalsieger: 2018
- Thailändischer Pokalfinalist: 2010, 2015, 2019

### International
- AFF Futsal Club Championship: 2015, 2016, 2017

## Stadion
Der Verein trägt seine Heimspiele im Kodang Stadium im Bangkoker Bezirk Khlong Toei aus. Die Halle hat ein Fassungsvermögen von 600 Personen.

## Erläuterungen / Einzelnachweise
1. ↑  ชื่อสโมสร : การท่าเรือ – ประธานสโมสร : เรือตรีทรงธรรม จันทประสิทธิ์. In: futsaltpl.com. Archiviert vom Original am 9. Februar 2015; abgerufen am 31. März 2023 (thailändisch).  Info: Der Archivlink wurde automatisch eingesetzt und noch nicht geprüft. Bitte prüfe Original- und Archivlink gemäß Anleitung und entferne dann diesen Hinweis.